# Mark Walter
Mark Walter (Cedar Rapids, 1 de janeiro de 1960) é um empresário, diretor-executivo, filantropo, e investidor estadunidense que atualmente é diretor-executivo da Guggenheim Partners, uma empresa global de serviços financeiros de capital fechado com mais de 325 bilhões de dólar em ativos sob gestão e sede em Chicago e Nova Iorque. Ele também é sócio e presidente da franquia da Major League Baseball, o Los Angeles Dodgers e coproprietário do Chelsea, clube da Premier League. Além disso, Walter é dono da Liga Profissional de Hóquei Feminino, da Billie Jean Cup (competição feminina entre nações de tênis) e do Los Angeles Sparks, da WNBA.
Em novembro de 2024, foi anunciado que a TWG Global, uma holding fundada por Walter, havia chegado a um acordo com a General Motors e a Fórmula 1 para lançar a equipe Cadillac Formula 1 Team para a temporada de Fórmula 1 de 2026. Relatórios cobrindo o anúncio afirmaram que a TWG Global também se tornou proprietária e operadora das equipes estadunidense de corrida Andretti Global, Spire Motorsports e Wayne Taylor Racing e que Dan Towriss seria o diretor-executivo dos negócios de automobilismo da TWG.
Em junho de 2025, A família Buss anunciou em comunicado oficial, a confirmação da venda do Los Angeles Lakers por um preço bilionário para Mark Walter. A aquisição de participação majoritária da equipe foi comprada por Walter no valor de US$ 10 bilhões (aproximadamente R$ 55 bilhões). Ligado à equipe desde 2021 como sócio minoritário, Walter recebeu recentemente o acesso para adquirir maior parte do time. Trata-se da maior venda de uma franquia esportiva na história.